# Andrés de Sola
Andrés de Sola (Tudela, Navarra, baut. 30 de noviembre de 1634 - Zaragoza, 1696) fue un organista y compositor de música español del siglo XVII.

## Vida
La partida de bautismo de Andrés de Sola dice lo siguiente:

A 30 de noviembre de 1634 bauticé a Andrés, hijo de Domingo de Sola y de María Ximénez, cónyugues. 
Padrinos: Don Juan Sanz y María López; y testigos: Don Pedro Bélez y Lucas de Yábar.
[firmado y rubricado] Don José Fernández

Se cree que pudo comenzar sus estudios de música con su tío Melchor Ximénez, organista en la iglesia de Santa María de Tudela, su ciudad de nacimiento. En 1652 se tienen noticias suyas en Zaragoza, dónde seguramente permaneció con su tío Jusepe Ximénez, famoso organista primero de La Seo de Zaragoza en la época. En su testamento, Andrés de Sola da también los nombres de sus hermanos, mosén José de Sola, vicario de la iglesia de Santa María Magdalena de Tudela, y Domingo de Sola, casado con María Miranda. Domingo y María tuvieron a Magdalena  de Sola, que cuidó de Jusepe Ximénez y Andrés de Sola en su vejez.
Parece ser que en Zaragoza se encargaba de la afinación y conservación del órgano y otros instrumentos, y que recibía un salario de 30 escudos por su trabajo. La influencia de su tío le permitió, tras ser ordenado presbítero en 1644, con 30 años, y convertirse en organista segundo, posiblemente ya con idea de convertirse en el sucesor de su tío.  Tras la jubilación de Ximénez en 1672, se convirtió en organista primero de la Catedral, con el mismo sueldo de su tío más cuarenta libras.
Noticias sobre Sola aparecen regularmente en las actas capitulares: solicitudes de dinero para arreglar el órgano, solicitudes para obtener un ayudante y las veces que tuvo que sustituir a los maestro de capilla por enfermedad o ausencia. También se tienen noticias de una enfermedad de Sola en 1677 y que en 1681 fue invitado a trasladarse a Oviedo, ya que junto con el organista de la Catedral de Córdoba, lo consideraban «el más a propósito». No aceptó la propuesta, pero aprovecho para que le arreglaran el órgano y nombraran a un ayudante.
En 1687 se obligó al maestro de capilla de La Seo, Sebastián Alfonso, a jubilarse por su edad y Sola es nombrado su sucesor. Pero, poco más tarde Sola vuelve a su posición anterior de organista a causa de las protestas de los cantores que no se encuentran a gusto con sus sustitutos en el órgano.

...dio una queja contra el maestro de capilla, que ahora ejerce don Andrés Sola, diciendo que en las fiestas de a ocho introduce al arpista, cuando nunca han ido sino 2 tenores, 2 tiples, 2 bajos y 2 contraltos; también que siendo organista se pone a llevar el compás, con que el organista que sustituye, por ser imperito, les hace hacer muchos yerros, que el compás lo puede llevar cualquier músico, y que don Andrés que toque el órgano. Y el Cabildo resolvió que a Juan Bueno se le multe en 5 libras y Adansi y París en 2 libras diez sueldos por haber excedido en la queja en el aniversario en que ocasionó este encuentro y disturbio, y que en todo abedezcan los músicos al dicho don Andrés de Sola; y si contravinieren los dichos, desde ahora quedan despedidos.
Actas del cabildo, 30 de octubre de 1688

En 1690 dejó de dar clases de canto a los infantes y se nombra a un tal Simón para esa responsabilidad. Muere en 1696 mientras tocaba en la misa del sábado Santo, reclinando la cabeza sobre el teclado. Su partida de defunción lo relata:

El racionero don Andrés de Sola, natural de Tudela. Desde el año de 1654 organista 2.º y racionero de 8 y 9 que fundó el Señor Arzobispo Don Alonso de Aragón, y después organista principal y racionero de mensa, de las que fundó el Señor Arzobispo Don Lope de Luna en la Parroquia y el Cabildo hizo nutuales, de edad de 61 años murió sin recibir los sacramentos el Sábado Santo, al acabar el Gloria, en el mismo órgano, sin alcanzarlos, por ser tan pronta su muerte; era de buenas costumbres y ejemplar sacerdote, se enterró en San Valero, a 22 de abril de 1696, día de Pascua de Resurrección, y después a 2 de Mayo, de mi licencia, el señor canónigo don Miguel Anón dijo la misa y llevó la capa para el responso y le hicieron las honras; tenía hecho testamento, notario Diego Gerónimo Montaner, ejecutores sus hermanos Domingo de Sola y el racionero de la Parroquia de la Magdalena de Tudela y sus sobrinos con el racionero Gómez
Partida de defunción

Su magisterio formó a varios organistas famosos del siglo XVIII, entre los que se encuentran Jerónimo Latorre, Sebastián Durón, Pedro Borobia, Joaquín Redonet y Miguel Soriano.

## Obra
Sus obras se conservan en la Biblioteca municipal de Oporto (Portugal) y en la Biblioteca Nacional en Madrid.